# Neoclytus chevrolati
Neoclytus chevrolati är en skalbaggsart som först beskrevs av François Louis Nompar de Caumont de Laporte och Hippolyte Louis Gory 1841.  Neoclytus chevrolati ingår i släktet Neoclytus och familjen långhorningar.
Artens utbredningsområde är Kuba. Inga underarter finns listade i Catalogue of Life.